# Primeiro Tempo
Primeiro Tempo é um telejornal esportivo brasileiro do canal BandSports apresentado de segunda a sexta, às 11:00 da manhã, apresentado por Elia Júnior. Além do noticiário sobre o esporte no Brasil e no Mundo, o programa também informa sobre noticiário em geral e traz entrevistas com personalidades.

## Apresentador
- Elia Júnior

## Apresentadores Eventuais
- Celso Miranda
- Ivan Bruno
- Napoleão de Almeida